# Sloboda Ucraina
Sloboda Ucraina (in russo Слободская Украина?, Slobodskaja Ukraina; in ucraino Слобідська Україна?, Slovisd'ka Ukraïna) o Slobožanščina è una regione storica che comprende buona parte dell'Ucraina nord-orientale e una porzione della Russia sud-occidentale.

## Geografia
Il territorio, che era al confine sudoccidentale del Regno russo, corrisponde all'intero oblast' di Charkiv e parzialmente agli oblast' ucraini di Sumy, Donec'k e Luhans'k, e agli oblast' russi di Kursk e Voronež.

## Storia
Nel 1765 si è trasformata nel governatorato di Char'kov una gubernija dell'Impero russo.
Il termine sloboda (in russo Слобода?) indicava un particolare tipo di insediamento che deriva dal termine "libertà" nelle lingue slave e può quindi essere approssimativamente tradotto come "insediamento libero", il cui status è variato a seconda del periodo e del territorio. Inizialmente gli abitanti di questo particolare centro erano per varie ragioni "liberi" da ogni sorta di tasse e balzelli, da cui il nome. Molte slobode erano site nelle terre appena colonizzate, in particolare, dai cosacchi e l'esenzione dai tributi aveva appunto il fine di incentivarne la colonizzazione, mentre altre slobode erano parti integranti di città ed obbedivano allo scopo di stimolare gli investimenti esteri e l'immigrazione nel territorio, la più famosa delle quali è la sloboda tedesca di Mosca.